# 콜로니아 데 로스 앙헬레스역
콜로니아 데 로스 앙헬레스 역(스페인어: Colonia de los Ángeles)은 마드리드 경전철 2호선의 역이다. 마드리드 지방 포수엘로데알라르콘 시의 콜로니아데로스앙헬레스 지역에 있는 카레테라 데 카라반첼 거리와 피카소 거리 사이에 위치해 있다. 요금구역상으로는 B1구역에 속한다.

## 역사
2007년 7월 27일 마드리드 경전철 2호선의 개통과 함께 문을 열었다.

## 환승 정보
역 주변에 시외버스 정류장이 두 곳 있다.
버스
- 시외버스
  - 560, 561, 561A, 561B, 563번 노선 (주간)

경전철
| 마드리드 경전철                   | 마드리드 경전철       | 마드리드 경전철         |
| --------------------------------- | --------------------- | ----------------------- |
| 프라도 데 라 베가 콜로니아 하르딘 | 마드리드 경전철 2호선 | 프라도 델 레이 아라바카 |